# Англосаксонска правна система
Англосаксонската правна система (на английски: common law) е правна система, базирана на общото право на прецедента. Възниква, или по-точно е исторически обусловена, от развитието на обществените отношения в Англия. След създаването на колониалната империя на Англия тази система се разпростира и в британските колонии. Днес почти всички бивши британски доминиони с незначителни отклонения използват тази правна система (изключение правят Квебек и Южноафриканската република).
Като субсидиарен източник на правото в страните от Британската общност се ползва правната доктрина на държавите. Въпреки това тази система отстъпва в света на континенталната, каквато е и тази на основата на която е изградено и правото на Европейския съюз. Системата позволява значителен субективизъм при правоприлагането.
Най-общо англосаксонската правна система се поделя на английска и северноамериканска група.